# Раковка (Балаклейский район)
Раковка (укр. Раківка) — бывший посёлок в Савинском поселковом совете Балаклейского района Харьковской области Украины.
Код КОАТУУ — 6320255702. Население по переписи 2001 года составляет 694 (333/361 м/ж) человека.

## Географическое положение
Посёлок Раковка примыкает к посёлку городского типа Савинцы, в месте впадения рек Савинка и Теплянка в реку Северский Донец.
Рядом железнодорожная станция Савинцы, на северо-запад небольшой сосновый лес, на юге — заливные луга и река Северский Донец, есть мост.

## История
- 1724 год — основание населённого пункта.
- 2014 год — Депутаты Харьковского облсовета исключили из учетных данных Балаклейского района поселок Раковка в связи с тем, что его территория вошла в границы населенного пункта поселка Савинцы[1].